# Acantholeucania caricis
Acantholeucania caricis là một loài bướm đêm trong họ Noctuidae.